# Calatrava la Vieja
Calatrava La Vieja ist heute eine verlassene mittelalterliche Festungsstadt in der Gemeinde Carrión de Calatrava in der Provinz Ciudad Real in der autonomen Region Kastilien-La Mancha in Spanien.

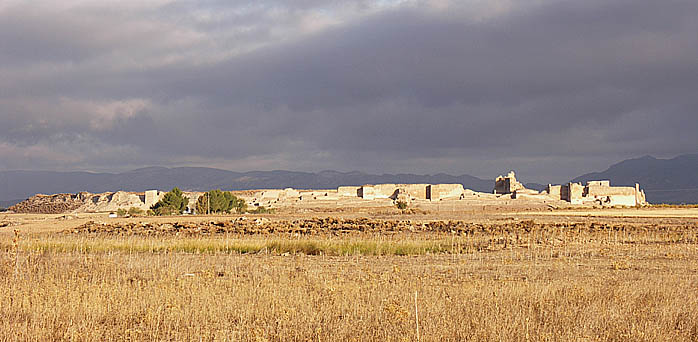
Calatrava la Vieja

## Lage
Calatrava liegt etwa 100 km südlich von Toledo bzw. 180 km südlich von Madrid auf dem Südufer des Río Guadiana in einer Höhe von ca. 600 m; die Stadt Ciudad Real ist gut 17 km (Fahrtstrecke) in südwestlicher Richtung entfernt.

## Geschichte

### Islamische Periode
Das im 8. Jahrhundert unter der Herrschaft der spanischen Umayyaden gegründete Calatrava wird urkundlich bereits im Jahr 785 erwähnt. Der Name leitet sich von der arabischen Bezeichnung Qalʿat Rabāh (قلعة رباح; deutsch „Festung des Rabah“) ab. Sie trägt damit heute noch den Namen jenes arabischen Ritters, dem dieser Ort im  achten Jahrhundert als Lehen übertragen worden war.
Während des Hochmittelalters war Calatrava die wichtigste Stadt des arabischen Emirates von Córdoba im Tal des Río Guadiana, die größte Stadt zwischen Córdoba und Toledo und ein wichtiger islamischer Vorposten gegen das christliche Spanien. Seine Blütezeit erlebte Calatrava nach der Zerstörung durch toledanische Rebellen nach dem Wiederaufbau, der durch den umayyadischen Prinzen al-Hakam (Bruder des Emirs von Córdoba Muhammad I.) im Jahr 853 erfolgte. Calatrava entwickelte sich in den folgenden dreihundert Jahren bis 1147 zur Hauptstadt einer großen Region. Mit dem Fall des Kalifates von Córdoba wurde das Gebiet jedoch zum Zankapfel zwischen den Taifa-Königreichen von Sevilla, Córdoba und Toledo.
Nach der Eroberung Toledos durch König Alfons VI. von Léon und Kastilien im Jahr 1085 wurde Calatrava durch den Sieg der Almoraviden unter ihrem Sultan Yusuf ibn Taschfin über die Armee Alfons VI. in der Schlacht bei Zallaqa in der Nähe von Badajoz am 23. Oktober 1086 zum exponiertesten muslimischen Vorposten gegenüber den christlichen Gebieten im Zentrum und im Norden der Iberischen Halbinsel und spielte daher in den anhaltenden Feindseligkeiten mit dem christlichen Königreich Kastilien eine nicht unbedeutende Rolle.

### Gründung des Ordens von Calatrava
König Alfons VII. von León und Kastilien (reg. 1126–1157) eroberte die Stadt Calatrava im Jahre 1147 und verwendete sie nun seinerseits als wichtigen strategischen Vorposten an der Grenze zum islamischen Machtbereich. Um diese Position abzusichern, übertrug er Stadt und Festung Calatrava im Jahr 1150 an den Templerorden. Es war dies eine der ersten Besitzungen der Templer in Spanien, die sich jedoch wegen ihres intensiven Engagements in Palästina und wegen des massiven militärischen Druckes der islamischen Nachbarn außer Stande sahen, die Verantwortung für diese strategische Festung zu übernehmen.
König Sancho III. von Kastilien und León berief daher eine Versammlung seiner Großen ein und bot Stadt und Festung demjenigen an, der bereit war, ihre Verteidigung zu übernehmen. Der einzige, der sich dazu bereit erklärte, diesen strategischen christlichen Vorposten zu verteidigen, war ein Mönch: Raimundo Serrat, der Abt des Zisterzienserklosters von Fitero. König Sancho war enttäuscht, aber gezwungen, sein Angebot zu honorieren, und übertrug ihm mit Schenkungsurkunde vom 1. Januar 1158 Stadt und Festung Calatrava. Unbeabsichtigt hatte König Sancho damit den Grundstein zur Schaffung des ersten großen spanischen Ritterordens, des Ordens von Calatrava gelegt. Dieser wurde von Raimundo Serrat als militärischer Arm des Zisterzienserordens gegründet, indem er die Laienbrüder bewaffnete. Raimundo gelang es, in kurzer Zeit eine bedeutende Zahl von Kämpfern zu rekrutieren und dadurch die Festung gegen die Sarazenen zu halten. Er wurde der erste Großmeister des Ordens, zog sich jedoch im Alter auf ein Gut bei Ciruelos bei Toledo zurück, wo er starb. Von den Mönchen des Zisterzienserordens wurde er als heilig verehrt.
Nach der Niederlage von König Alfons VIII. von Kastilien am 19. Juli 1195 in der Schlacht bei Alarcos ging Calatrava an die Almohaden verloren und konnte erst 1212 wieder zurückerobert werden. Wegen der Bedrohung Spaniens durch das mächtige Reich der Almohaden organisierte Papst Innozenz III. mit König Alfons VIII. von Kastilien einen Kreuzzug, der am 16. Juli 1212 mit einem entscheidenden Sieg der Christen gegen die Armee von Muhammad an-Nasir (1199–1213), dem vierten Kalifen der Almohaden, in der Schlacht bei Las Navas de Tolosa endete. Auch aus Deutschland und Österreich waren – nach der Teilnahme am Albigenserkreuzzug – Truppenteile von Südfrankreich nach Spanien aufgebrochen, um an diesem Kreuzzug teilzunehmen. Unter ihnen war auch Leopold VI. der glorreiche Herzog von Österreich und der Steiermark, dessen Truppe österreichischer und steirischer Ritter jedoch zu spät in Las Navas de Tolosa ankam, um noch in den Kampf eingreifen zu können. Durch diesen entscheidenden Sieg konnte die Grenze Kastiliens weit nach Süden vorgeschoben werden.

### Niedergang
Durch die Verschiebung der Grenzen war jedoch auch eine Änderung des Sitzes des Großmeisters des Ordens von Calatrava erforderlich, der daher in das etwa 60 Kilometer weiter südlich gelegene alte Castillo de Dueñas verlegt wurde. Damit erfolgte auch eine Übertragung des Namens, da das neue Zentrum des Ordens nunmehr den Namen „Calatrava la Nueva“ bekam, wodurch Calatrava selbst zu Calatrava la Vieja (Alt-Calatrava) wurde.
Nach der Übersiedlung des Großmeisters blieb der Orden in Calatrava la Vieja weiterhin durch eine Kommende vertreten, die jedoch zu Beginn des 15. Jahrhunderts in das benachbarte Carrion de Calatrava verlegt wurde. Bereits zu Beginn des 16. Jahrhunderts war die Stadt daher praktisch verlassen. Zurück blieb eine beeindruckende Ruinenlandschaft, die sich über fünf Hektar erstreckt und Reste der Medina und der Festung (Alcázar) – die über einen Hektar umfasst – enthält; sie weist insgesamt 44 Türme auf und ist von einem Wassergraben aus der arabischen Epoche umgeben, der mit dem Fluss Guadiana in Verbindung stand.
Heute ist Calatrava la Vieja daher eine wichtige archäologische Fundstelle für die islamische Kultur in Spanien, wo aber auch Reste aus der Zeit der Templer und des Ordens von Calatrava erhalten sind. Die Anlage ist Teil der Archäologieparks der spanischen Region Castilla-La Mancha.